# 15. јул
15. јул (15.7.) је 196. дан године по грегоријанском календару (197. у преступној години). До краја године има још 169 дана.

## Догађаји
- 1099 — У Првом крсташком рату Крсташи су освојили Јерусалим.
- 1399 — Прво писано спомињање Јагодине, града у централној Србији, у извештају кнегиње Милице дубровачкој општини.
- 1240 — Новгородска војска кнеза Александра Невског је поразила шведску војску у бици на Неви.
- 1410 — пољско-литвански краљ Владислав II Јагело победио је Тевтонски ред у бици код Гринвалда.
- 1795 — Марсељеза постала званично химна Француске.
- 1813 — Почела велика Турска офанзива на свим фронтовима. Са запада је надирао босански везир са око 100.000 војника. Турска војска је сломила отпор Срба на Морави, Дрини и Тимоку.
- 1834 — Шпанска инквизиција је званично распуштена након скоро 356 година терора.
- 1869 — Француз Иполит Меж Морис је патентирао маргарин, прехрамбени производ којим се покушала спречити масовна глад сиромашних слојева становништва.
- 1918 — Почела је Друга битка на Марни у Првом светском рату офанзивом немачке војске под командом генерала Ериха Лудендорфа.
- 1920 — Одлуком Привременог народног представништва, име државе Краљевство СХС је промењено у Краљевина СХС, тако да је од тог датума званичан назив државе био Краљевина Срба, Хрвата и Словенаца.
- 1937 — Пуштен у саобраћај канал Москва-Волга. Канал је дуг 128 km, дубок 5,5 метара и широк 85 метара. Тиме је регулисана река, а Москва је постала лука повезана са пет мора.
- 1941 — Први пут употребљене „каћуше“, прво ракетно оружје уведено у ратна дејства. То плотунско ракетно оружје употребљено је у бици код Орше у Другом светском рату.
- 1946 — Завршен је Београдски процес, суђење Драгољубу Михаиловићу и још двадесет тројици оптуженика.
- 1958 — На захтев председника Камија Шамуна, америчке снаге искрцале су се у Либану, чиме је започета њихова интервенција. Тиме су власти САД омогућиле Камију Шамуну да се поново кандидује за место председника.
- 1968 — На линији Москва-Њујорк успостављен први директни путнички авио-саобраћај између САД и СССР. Летове су почели обављати авиони компанија Аерофлот и Пан Америка.
- 1974 — Група грчких официра у кипарској Националној гарди и присталица припајања Кипра Грчкој извршила војни удар збацивши са власти председника и архиепископа Макариоса III. Власт је преузео Никос Сампсон, бивши лидер странке ЕОК, a архиепископ Макариос III привремено напустио Кипар.
- 1975 — Сојуз 19 ракета којом је управљао астронаут Алексеј Леонов и Аполо 18 под командом Томаса Стафорда лансирани су у орбиту око Земље, у оквиру совјетско-америчког програма којим је предвиђено њихово спајање у свемиру, два дана касније летелице су се спојиле у орбити, а посаде су размениле поклоне и руковале се. То је била прва права сарадња у свемиру два, у то време, непомирљива непријатеља.
- 1983 — Јерменски терористи напали просторије турске ваздухопловне компаније на париском аеродрому Орли. Том приликом погинуло је шест и рањено 46 људи.
- 1992 — Одржан скуп под називом „Жута трака“ чији је циљ био протест против дискриминације и претњи припадницима других етничких група. Скуп су организовали невладина организација Центар за антиратну акцију и странка Грађански савез Србије, а непосредан повод за протест било је присилно исељавање Хрвата из војвођанског села Хртковци.
- 1995 — Акцијом војске Шри Ланке окончана највећа офанзива тамилских побуњеника од 1987. године. Током те акције погинуло је најмање 300 људи.
- 1999 — На Косово и Метохију стигао шеф цивилне администрације Уједињених нација, Бернар Кушнер, а после доласка међународних мировних снага. Војни званичници су прогласили Косово и Метохију једним од најопаснијих места на свету због великог броја мина које су поставиле све стране у рату.
- 2000 — Зимбабве је поново уредио законом статус црних сељака на фармама у поседу белаца.
- 2001 — Шеик Хасина, премијер Бангладеша, после пет година напустио свој положај. На њему се задржао дуже од свих својих претходника.
- 2016 — Део турске војске је покушао државни удар против турског председника Реџепа Тајипа Ердогана.

## Рођења
- 1606 — Рембрант, холандски сликар и графичар. (прем. 1669)
- 1707 — Фрањо Ксавер Пејачевић, хрватски историчар и теолог. (прем. 1781)
- 1718 — Александер Рослин, шведски сликар. (прем. 1793)
- 1892 — Валтер Бенјамин, немачки филозоф, теоретичар културе, социолог, књижевни критичар, преводилац и есејиста. (прем. 1940)
- 1910 — Александар Тирнанић, српски и југословенски фудбалер и фудбалски тренер. (прем. 1992)
- 1918 — Бертрам Брокхаус, канадски физичар, добитник Нобелове награде за физику (1994). (прем. 2003)[1]
- 1919 — Ајрис Мердок, ирска књижевница и филозофкиња. (прем. 1999)
- 1922 — Леон М. Ледерман, амерички експериментални физичар, добитник Нобелове награде за физику (1988). (прем. 2018)
- 1922 — Божидар Петровић, српски архитекта. (прем. 2012)
- 1924 — Петар Словенски, српски глумац, редитељ и радијски водитељ. (прем. 2002)
- 1928 — Слободан Ж. Марковић, српски историчар књижевности. (прем. 2015)[2]
- 1930 — Жак Дерида, француски филозоф, зачетник деконструктивизма и један од главних представника постмодернистичког покрета. (прем. 2004)
- 1936 — Џорџ Војнович, амерички политичар и сенатор. (прем. 2016)
- 1940 — Иван Растегорац, српски песник и филмски критичар. (прем. 2010)
- 1946 — Линда Ронстадт, америчка музичарка.
- 1949 — Карл Билт, шведски политичар и дипломата, премијер Шведске (1991—1994).
- 1952 — Тери О’Квин, амерички глумац.
- 1953 — Неда Арнерић, српска глумица. (прем. 2020)
- 1954 — Марио Кемпес, аргентински фудбалер и фудбалски тренер.
- 1956 — Ијан Кертис, енглески музичар, најпознатији као фронтмен и певач групе Joy Division. (прем. 1980)
- 1956 — Џо Сатријани, енглески музичар, најпознатији као гитариста.
- 1961 — Форест Витакер, амерички глумац, продуцент и редитељ.
- 1961 — Лолита Давидович, канадска глумица.
- 1963 — Бригит Нилсен, данска глумица, модел и музичарка.
- 1967 — Адам Севиџ, амерички предузетник, стручњак за специјалне ефекте и ТВ водитељ.
- 1968 — Летисија Калдерон, мексичка глумица.
- 1971 — Данијела Мартиновић, хрватска певачица.
- 1976 — Марко ди Вајо, италијански фудбалер.
- 1976 — Дијана Кригер, немачко-америчка глумица и модел.
- 1976 — Хуанфран, шпански фудбалер.
- 1979 — Травис Фимел, аустралијски глумац и модел.
- 1980 — Марија Вељковић, српска глумица и ТВ водитељка.
- 1982 — Јован Копривица, српски кошаркаш.
- 1988 — Луис Ибањез, аргентински фудбалер.
- 1988 — Ким Тили, француски кошаркаш.
- 1989 — Ентони Рандолф, америчко-словеначки кошаркаш.
- 1990 — Дејмијан Лилард, амерички кошаркаш.
- 1990 — Тајлер Ханикат, амерички кошаркаш. (прем. 2018)
- 1992 — Вејд ван Никерк, јужноафрички атлетичар.
- 1992 — Страхиња Стојачић, српски кошаркаш.
- 1994 — Стефан Пот, српски кошаркаш.
- 2000 — Армин Ђерлек, српски фудбалер.

## Смрти
- 1291 — Рудолф I Хабзбург, цар Светог римског царства (1273—91) и оснивач династије Хабзбурговаца (рођ. 1218)
- 1904 — Антон Павлович Чехов, један од најзначајнијих руских и светских драмских писаца и приповедача (рођ. 1860)[3]
- 1919 — Херман Емил Фишер, немачки хемичар, добитник Нобелове награде за хемију 1902. године (рођ. 1852)
- 1929 — Хуго фон Хофманштал, аустријски писац (рођ. 1874)
- 1948 — Џон Першинг, амерички генерал (рођ. 1860)
- 1971 — Љубиша Јовановић, позоришни глумац (рођ. 1908)
- 1993 — Божа Илић, српски сликар (рођ. 1919)
- 1997 — Ђани Версаче, италијански модни креатор (рођ. 1946)
- 2006 — Младен Бата Вранешевић, српски музичар, члан групе "Лабораторија звука" (рођ. 1947)
- 2012 — Селест Хоум, америчка глумица, добитница Оскара. (рођ. 1917)
- 2017 — Марјам Мирзахани, иранска математичарка (рођ. 1977)
- 2017 — Мартин Ландау, амерички глумац (рођ. 1928)
- 2018 — Драгутин Шурбек, југословенски и хрватски стонотенисер (рођ. 1946)
- 2018 — Бранимир Бабарогић, некадашњи југословенски фудбалер, фудбалски судија и фудбалски радник (рођ. 1951)

## Празници и дани сећања
- Српска православна црква слави:
  - Полагање ризе Пресвете Богородице